# Gouvernement Léon Gambetta
Troisième République
Gouvernement Jules Ferry I Gouvernement Charles de Freycinet II
Le gouvernement Léon Gambetta (ou Grand ministère Gambetta) désigne les 73 jours, du 14 novembre 1881 au 26 janvier 1882, pendant lesquels Léon Gambetta accéda à la présidence du Conseil de la Troisième République en France.
Lors des élections législatives d'août-septembre 1881, l'Union républicaine de Gambetta arrive en tête (204 députés) des formations de gauche. Il devient difficile pour Jules Grévy de différer de nouveau sa nomination au poste de chef de gouvernement. La nouvelle Chambre s'installe à la mi-octobre. Jules Ferry, violemment attaqué par Clemenceau sur l'affaire tunisienne démissionne le 10 novembre. Grévy invite Gambetta à composer le nouveau ministère.

## Composition

### Nominations du 14 novembre 1881
| Fonction | Fonction                           | Image | Nom           | Parti politique    |
| -------- | ---------------------------------- | ----- | ------------- | ------------------ |
|          | Président du Conseil des ministres |       | Léon Gambetta | Union républicaine |

| Fonction | Fonction                                           | Image | Nom                          | Parti politique     |
| -------- | -------------------------------------------------- | ----- | ---------------------------- | ------------------- |
|          | Ministre des Affaires étrangères                   |       | Léon Gambetta                | Union républicaine  |
|          | Ministre de la Justice et Garde des Sceaux         |       | Jules Cazot                  | Union républicaine  |
|          | Ministre de l'Intérieur                            |       | Pierre Waldeck-Rousseau      | Union républicaine  |
|          | Ministre des Finances                              |       | François Allain-Targé        | Union républicaine  |
|          | Ministre de la Guerre                              |       | Jean-Baptiste-Marie Campenon |                     |
|          | Ministre de la Marine                              |       | Auguste Gougeard             |                     |
|          | Ministre de l'Instruction publique et des Cultes   |       | Paul Bert                    | Union républicaine  |
|          | Ministre des Travaux publics                       |       | David Raynal                 | Gauche républicaine |
|          | Ministre du Commerce et des Colonies               |       | Maurice Rouvier              | Union républicaine  |
|          | Ministre des Postes et Télégraphes                 |       | Adolphe Cochery              | Gauche républicaine |
|          | Ministre de l'Agriculture                          |       | Paul Devès                   | Gauche républicaine |
|          | Ministre des Arts                                  |       | Antonin Proust               | Union républicaine  |
|          | Sous-secrétaire d'État aux Affaires étrangères     |       | Eugène Spuller               | Union républicaine  |
|          | Sous-secrétaire d'État à la Justice                |       | Félix Martin-Feuillée        | Union républicaine  |
|          | Sous-secrétaire d'État à l'Intérieur               |       | Guillaume Margue             | Union républicaine  |
|          | Sous-secrétaire d'État aux Finances                |       | Adolphe Lelièvre             | Gauche républicaine |
|          | Sous-secrétaire d'État à la Guerre                 |       | Eugène Blandin               | Union républicaine  |
|          | Sous-secrétaire d'État aux Travaux publics         |       | Désiré-Jules Lesguillier     | Union républicaine  |
|          | Sous-secrétaire d'État au Commerce et aux Colonies |       | Félix Faure                  | Union républicaine  |
|          | Sous-secrétaire d'État à l'Agriculture             |       | Edmond Caze                  | Union républicaine  |

### Nomination du 16 novembre 1881
| Fonction | Fonction                                                      | Image | Nom             | Parti politique     |
| -------- | ------------------------------------------------------------- | ----- | --------------- | ------------------- |
|          | Sous-secrétaire d'État à l'Instruction publique et aux Cultes |       | Arthur Chalamet | Gauche républicaine |

## Bilan
L'opinion est déçue et le qualificatif de grand ministère est appliqué plutôt par dérision. Gambetta ne peut convaincre les grands chefs républicains d'entrer dans le gouvernement. Jules Ferry est trop marqué par un an de gouvernement ; Charles de Freycinet et Léon Say se récusent, le premier par prudence, le second car il n'approuve pas le recours à l'emprunt et le rachat des chemins de fer souhaités par Gambetta ; Henri Brisson préfère conserver la présidence de la Chambre. Gambetta fait appel à des hommes jeunes et peu connus, essentiellement ses propres fidèles.
Le cabinet est jugé pléthorique par ses contemporains. La création de deux nouveaux ministères à l'agriculture et aux arts est contestée au point que la Chambre en mégote les crédits. Dans sa déclaration, Gambetta présente un programme de réformes : réforme constitutionnelle sur le recrutement du Sénat et le recours au scrutin de liste pour l'élection des députés ; réforme de la magistrature ; création de l'impôt sur le revenu ; recours à emprunt pour soutenir l'agriculture et conversion de la rente.
Gambetta indispose la gauche en nommant à des postes clé des personnalités conservatrices. La circulaire de Waldeck-Rousseau invitant les préfets à faire preuve d'autorité et ne pas se laisser abuser par les pressions des élus locaux est mal perçue par les députés qui supportent mal par ailleurs l'attitude parfois arrogante du chef du gouvernement. René Goblet, aidé par l'extrême gauche crée le groupe de la Gauche radicale et entraîne avec lui une partie des députés de l'Union républicaine. Le président Jules Grévy combat le ministère en sous-main. Son gendre Daniel Wilson marque son hostilité plus directement à la tribune de la Chambre.
Après le renouvellement du tiers du Sénat en janvier 1882 qui conforte la majorité républicaine, Gambetta dépose son projet de révision le 14 janvier. Il prévoit l'extinction des sénateurs inamovibles, l'élargissement du corps électoral par une meilleure représentation des grandes villes, la prééminence de la chambre des députés en matière budgétaire. L'extrême gauche est favorable à la suppression du Sénat et souhaite une révision illimitée. La commission chargée d'étudier le projet est très opposée à Gambetta. En séance publique, le 26 janvier, c'est le principe de la révision illimitée qui est adopté. Gambetta remet le jour même sa démission à Grévy.
Sur le plan extérieur, Gambetta poursuit la politique de Jules Ferry en Tunisie et met en place le protectorat. Dans l'affaire d'Égypte, il est partisan d'une présence française aux côtés des Britanniques, mais les gouvernements suivant, plus timorés, abandonneront la tutelle de ce pays à la Grande-Bretagne.
C'est à la fin du ministère que se produit le krach de l'Union générale.

## Fin du gouvernement et passation des pouvoirs
- Le 26 janvier 1882, Léon Gambetta remet la démission du Gouvernement au président de la République, Jules Grévy à la suite du vote de la chambre en faveur d'une révision illimitée de la Constitution, alors que Gambetta souhaitait une révision limitée et face à une opposition de l'extrême-gauche, de la Gauche radicale et d'une partie des républicains les plus modérés comme Bernard Lavergne sans oublier l'Union des droites[5],[6].
- Le 30 janvier 1882, Jules Grévy nomme Charles de Freycinet à la présidence du Conseil.